# Comuna Velîkovesele, Vradiivka
Velîkovesele (în ucraineană Великовеселе) este o comună în raionul Vradiivka, regiunea Mîkolaiiv, Ucraina, formată din satele Bobrîk, Makieve, Novooleksiivka și Velîkovesele (reședința).

## Demografie
Componența lingvistică a comunei Velîkovesele
     Ucraineană (91,79%)
     Română (7,2%)
     Rusă (1,01%)
Conform recensământului din 2001, majoritatea populației comunei Velîkovesele era vorbitoare de ucraineană (91,79%), existând în minoritate și vorbitori de română (7,2%) și rusă (1,01%).